# Lempersö
Lempersö är en ö i Finland. Den ligger i Skärgårdshavet och i kommunen Pargas i den ekonomiska regionen  Åboland i landskapet Egentliga Finland, i den sydvästra delen av landet. Ön ligger omkring 56 kilometer sydväst om Åbo och omkring 190 kilometer väster om Helsingfors.
Öns area är 1,91 kvadratkilometer och dess största längd är 3,3 kilometer i sydväst-nordöstlig riktning. Ön höjer sig omkring 30 meter över havsytan.
På Lempersö förekommer främst skog, en insjö och några stugor.